# Гокелс
Гокелс (њем. Gokels) општина је у њемачкој савезној држави Шлезвиг-Холштајн. Једно је од 165 општинских средишта округа Рендсбург. Према процјени из 2010. у општини је живјело 596 становника. Посједује регионалну шифру (AGS) 1058061.

## Географски и демографски подаци
Гокелс се налази у савезној држави Шлезвиг-Холштајн у округу Рендсбург. Општина се налази на надморској висини од 10 метара. Површина општине износи 10,6 km². У самом мјесту је, према процјени из 2010. године, живјело 596 становника. Просјечна густина становништва износи 56 становника/km².